# Culicoides selangorensis
Culicoides selangorensis är en tvåvingeart som beskrevs av Wirth och Hubert 1989. Culicoides selangorensis ingår i släktet Culicoides och familjen svidknott. Inga underarter finns listade i Catalogue of Life.